# یواس‌اس بریسکو (دی‌دی-۹۷۷)
یواس‌اس بریسکو (دی‌دی-۹۷۷) (به انگلیسی: USS Briscoe (DD-977)) یک کشتی بود که طول آن 529 ft (161 m) waterline; 563 ft (172 m) overall بود. این کشتی در سال ۱۹۷۶ ساخته شد.